# Kératophage
Les insectes kératophages sont des insectes capables de digérer la kératine qui est la protéine de constitution que l'on trouve dans le cuir, dans les cheveux, dans la laine, les poils, les fourrures, les plumes, etc. Les mites des vêtements appartiennent aux insectes kératophages. On utilisait la naphtaline pour les éliminer.